# Province de Khammouane

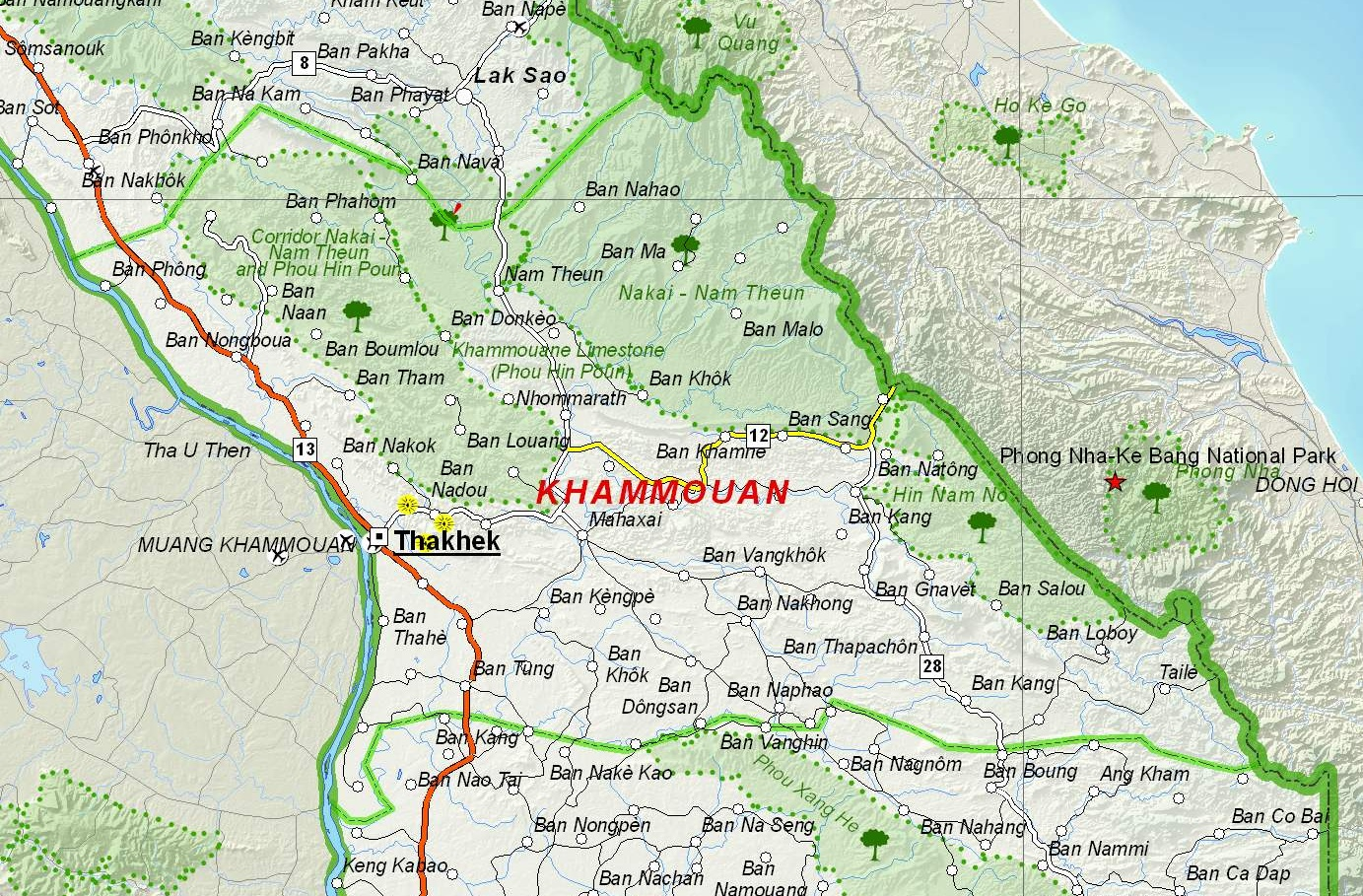
Carte de la province

La province de Khammouane (laotien ຄໍາມ່ວນ) est une province située dans le Centre du Laos. Elle est limitée au nord par la province de Borikhamxay, à l'est par la frontière vietnamienne, au sud par la province de Savannakhet et à l'ouest par le Mékong, qui forme la frontière avec la Thaïlande. Sa capitale est Thakhek, située au bord du Mékong, et désormais reliée à la Thaïlande par le troisième pont de l'amitié lao-thaïlandaise.

## Histoire
La province faisait partie du royaume de Sikhottabong dès le VIe siècle. On trouve de nombreux monuments de la période coloniale à Thakhek. Une ligne de chemin de fer a été prévue pour rejoindre le Viêt Nam mais le projet a été abandonné. Au XIXe siècle, des membres de plusieurs groupes ethniques se réfugient dans les montagnes pour échapper à des envahisseurs chinois. Pendant la guerre du Viêt Nam, le col de Mu Gia est un point de passage important de la piste Hô Chi Minh.

## Géographie

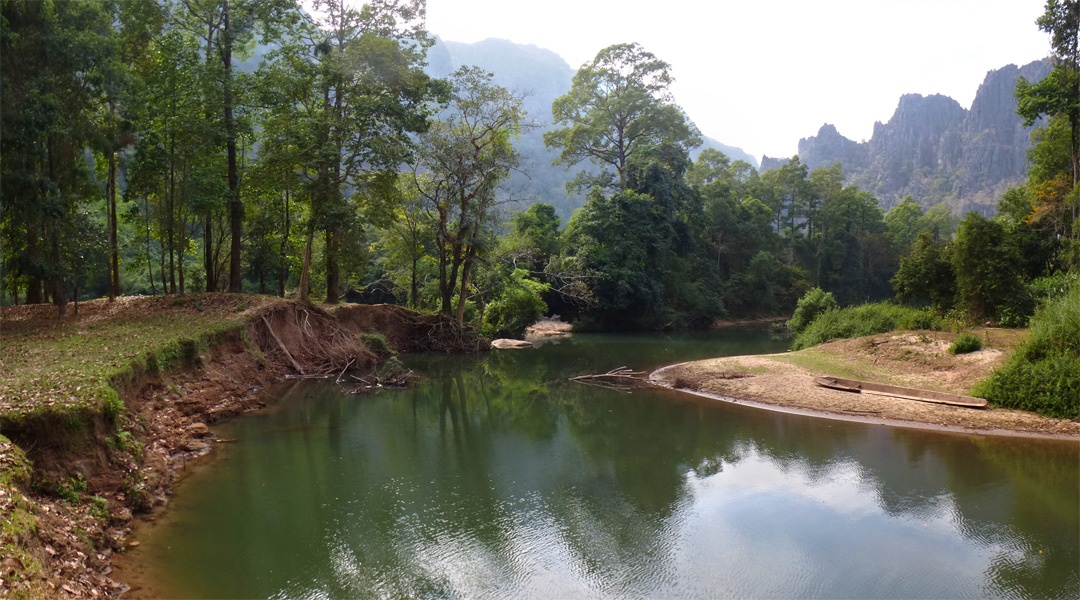
La Nam Hinboun.

La province, située dans le Centre du Laos, a une surface de 16 315 km2. Elle est limitrophe de la Province de Borikhamxay au nord, des provinces vietnamiennes de Hà Tĩnh et Quảng Bình à l'est, de la province de Savannakhet au sud et de la province thaïlandaise de Nakhon Phanom à l'ouest.
La province est séparée de la Thaïlande par le Mékong à l'ouest et du Viêt Nam par la chaîne Annamitique à l'est. Ses principales rivières, la Xe Bang Fai (en) et la Nam Kadding, se jettent dans le Mékong. 
Le plateau de Khammouane est composé de collines calcaires, fortement karstifiées. Il abrite de grands réseaux de cavités naturelles souterraines dont le plus long du Laos, le système de la Nam Dôn, possédant plusieurs entrées et qui développe environ 45 kilomètres de galeries, salles et puits.

## Aires protégées
La province de Khammouane compte plusieurs aires protégées sur son territoire : l'aire protégée de Phou Hin Poun (1 500 km2) au nord-ouest, l'aire protégée de Nakai-Nam Theun (3 532 km2) au nord-est et l'aire protégée de Hin Nam Nor (820 km2), limitrophe du parc national de Phong Nha-Kẻ Bàng situé au Viêt Nam, au sud-est. Une petite partie de l'aire protégée de Nam Kading (en) se trouve également dans la province.

## Faune
Plusieurs animaux de la province ont été découverts au tournant du XXIe siècle :
- Le Kha-nyou, un rongeur
- Heteropoda maxima et Psechrus steineri, deux grandes araignées cavernicoles
- Vietbocap lao, un scorpion cavernicole non-pigmenté

## Divisions administratives
La province est découpée en 9 muangs (ou districts), :
| Carte | Code                    | Nom         | Nom lao | Population (2015) | Superficie (km2) |
| ----- | ----------------------- | ----------- | ------- | ----------------- | ---------------- |
|       |                         |             |         |                   |                  |
| 12-01 | District de Thakhek     | ເມືອງທ່າແຂກ   | 90 491  | 989               |                  |
| 12-02 | District de Mahaxay     | ເມືອງມະຫາໄຊ  | 36 708  | 1 405             |                  |
| 12-03 | District de Nongbok     | ເມືອງໜອງບົກ   | 47 458  | 347               |                  |
| 12-04 | District de Hinboon     | ເມືອງຫີນບູນ    | 49 958  | 1 885             |                  |
| 12-05 | District de Nhommalath  | ເມືອງຍົມມະລາດ | 32 990  | 1 525             |                  |
| 12-06 | District de Bualapha    | ເມືອງບົວລະພາ  | 32 327  | 3 251             |                  |
| 12-07 | District de Nakay       | ມືອງນາກາຍ    | 25 344  | 4 404             |                  |
| 12-08 | District de Xebangfay   | ເມືອງເຊບັ້ງໄຟ  | 28 576  | 944               |                  |
| 12-09 | District de Xaybuathong | ເມືອງໄຊບົວທອງ | 26 182  | 923               |                  |
| 12-10 | District de Khounkham   | ເມືອງຄູນຄຳ    | 22 018  | 1 063             |                  |

## Démographie
La population de la province est de 273 779 habitants en 1995 et de 337 390 habitants en 2005. En 2015, la province compte 392 052 habitants et la densité de population est de 24 habitants par km2. 22,4 % des habitants vivent en zone urbaine, 70 % dans des zones rurales accessibles par la route et 7,5 % dans des zones non accessibles par la route. La capitale et plus grande ville est Thakhek (38 388 habitants en 2015).
La province est notamment peuplée par les Phouthai, les Bru, les Phuan (en), les Khmu, les Kri, les Nguan, les Ta Oi (en) et les Katang (en).

## Gastronomie

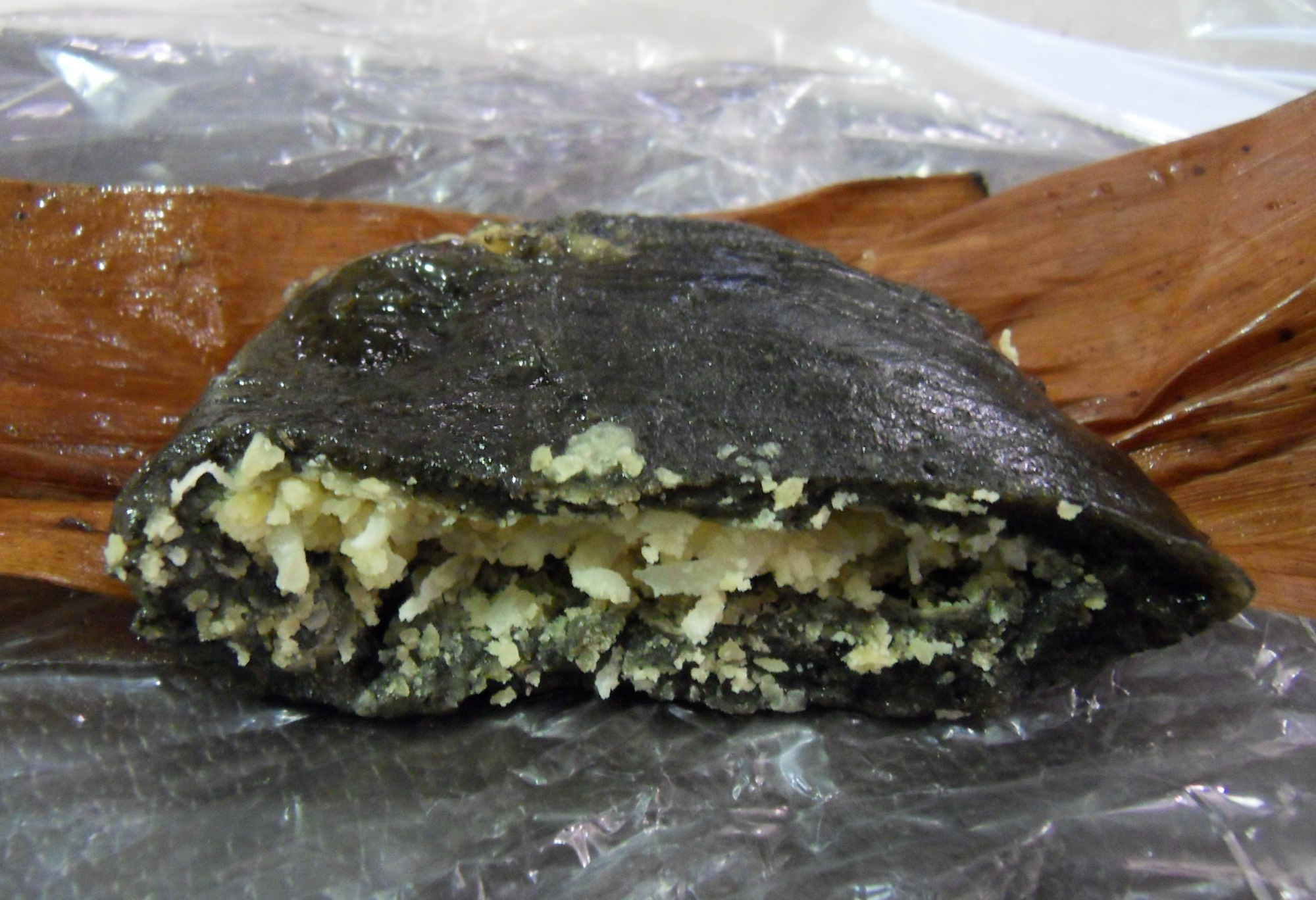
Intérieur d'un kha nom phane.

On prépare dans la province un gâteau particulier, le kha nom phane (litt. gâteau phane). Cuit à la vapeur dans des feuilles de bananier, il est formé de deux parties : l'intérieur est un mélange de graines de soja, de sucre, de lait et de chair de noix de coco ; l'extérieur est à base de farine de riz, parfumée et colorée par une plante qui ne pousse que dans la région de Thakhek.

## Économie
Le plus grand projet hydroélectrique du pays, le barrage de Nam Theun 2, est en service depuis 2010 à la frontière avec la province de Borikhamxay. Il est situé sur le cours de la Nam Kadding et l'électricité est en grande partie exportée vers la Thaïlande,.
Les habitants de la province travaillent principalement dans l'agriculture. Ils produisent notamment du riz, des choux, du sucre de canne et des bananes.

## Tourisme
En 2017, 464 584 touristes internationaux et 135 516 touristes domestiques ont visité la province. Le territoire compte 20 hôtels et 115 maisons d'hôtes pour un total de 2 174 chambres et 2 795 lits à la même date. Les principales attractions sont les grottes (notamment celle de Konglor) et les chutes d'eau ainsi que la ville de Thakhek pour son architecture coloniale et le temple That Sikhottabong (en).

## Transports
Le troisième pont de l'amitié lao-thaïlandaise, ouvert le 11 novembre 2011, relie la capitale Thakhek à la province thaïlandaise de Nakhon Phanom de l'autre côté du Mékong. Il a une longueur de 1,4 kilomètre. La route nationale 13 longe l'ouest de la province et permet d'aller vers le nord en direction de Vientiane ou vers le sud en direction de Savannakhet. Depuis Thakhek, la route 12 permet de rejoindre le Viêt Nam.

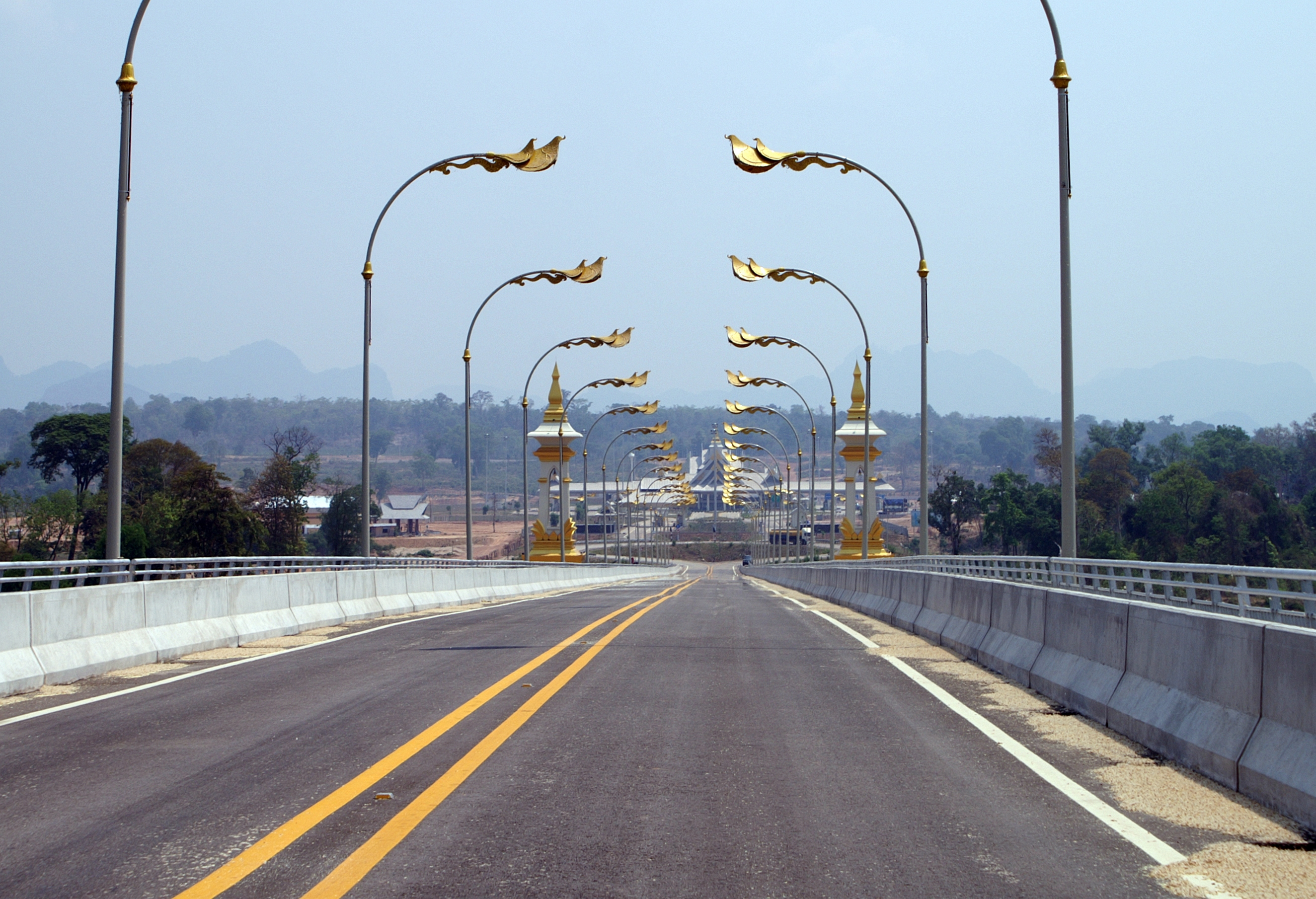
3e Pont de l'amitié au Laos.